# スカアハ
スカアハ（アイルランド語: Scáthach）は、アルスター物語群に登場する予言の力を持った武芸者。スカハ、スカト、スカーサハ、スカータハなどとも。名前は「影の者」という意味を持つ。
アードガムの娘で、7つの城壁に囲まれた「影の国（アイルランド語: Dún Scáith、ダン・スカー）」（「影の城」、「スカイの国」とも）という名の異界を統べる女王。ウアタハという名の娘と、CuarとCatという名の息子がいる。

## 説話
スカアハはアルスター物語群のひとつ「エメルへの求婚」に登場する。この物語は『赤牛の書』や『レンスターの書』などの写本に残されており、いくつかのバージョンがある。スカアハが登場する中盤のあらすじは以下のとおりである。
スカアハはアルヴァの東方（現在のスコットランド）で、一種の軍事学校を開く教師であった。のちにクー・フラン（クー・フーリン）の親友となるフェル・ディアドも生徒の一人で、他のバージョンにはデアドラとの悲恋で有名なノイシュ、Egomasの息子Lochmor、Foraの息子Fiamainもスカアハの生徒であることが書かれている。
ある日、アルスターの英雄クー・フランが、武術修業のためスカアハのもとを訪れる。 数々の難所を乗り越えアルヴァに辿りついたクー・フランにスカアハは驚嘆し、この若き英雄を弟子にする。スカアハは当時、他部族の王妃である女武芸者オイフェが支配する人々と戦っていたが、クー・フランがオイフェを一騎打ちで破り、この地に平和をもたらす。
スカアハは一年と一日の間、クー・フランに鮭飛びの術や必中必殺ガイ・ボルガをはじめとした様々な奥義を伝授した。
具体的には、球の妙技、刃の妙技、平らに置いた盾の妙技、投げ槍の妙技、縄の妙技、胴の妙技、猫の妙技、大胆鮭跳躍の妙技、棒高跳びに障害物跳び、歴戦の戦車の御者だけに許された後退回転、必中必殺ガイ・ボルガと真鍮の刃、車輪の妙技、八人の妙技、呼吸秘術、口唇憤怒、戦士咆哮、止め斬りの秘法、水切り失神突きの秘法、槍登りの妙技、槍のてっぺん棒立ちの妙技など、非常に多岐にわたる。
戦いの技術以外にも、スカアハはクー・フランにある予言を与えている。この予言は「Verba Scáthaige」、日本語で「スカアハの言葉」というタイトルで今日まで伝わっている。元々は8世紀前半の写本『ドルム・シュネフタの冊子』に残されていた可能性が高いが、現在この写本は行方不明となっている。スカアハは予言の力を用い、クー・フランを待ち受ける数々の困難、クー・フランの最期、またクアルンゲの牛捕りのクライマックスをも言い当てた。

## 近代の創作
19世紀の作家フィオナ・マクラウドは、物語「かなしき女王」や「女王スカァアの笑い」にて、クー・フランに異常に執着する、残酷で美しい女王スカアハを描いた。なお、「女王スカァアの笑い」では、クー・フランは影の国で一人の女も愛すことはなかったという設定である。